# آئول

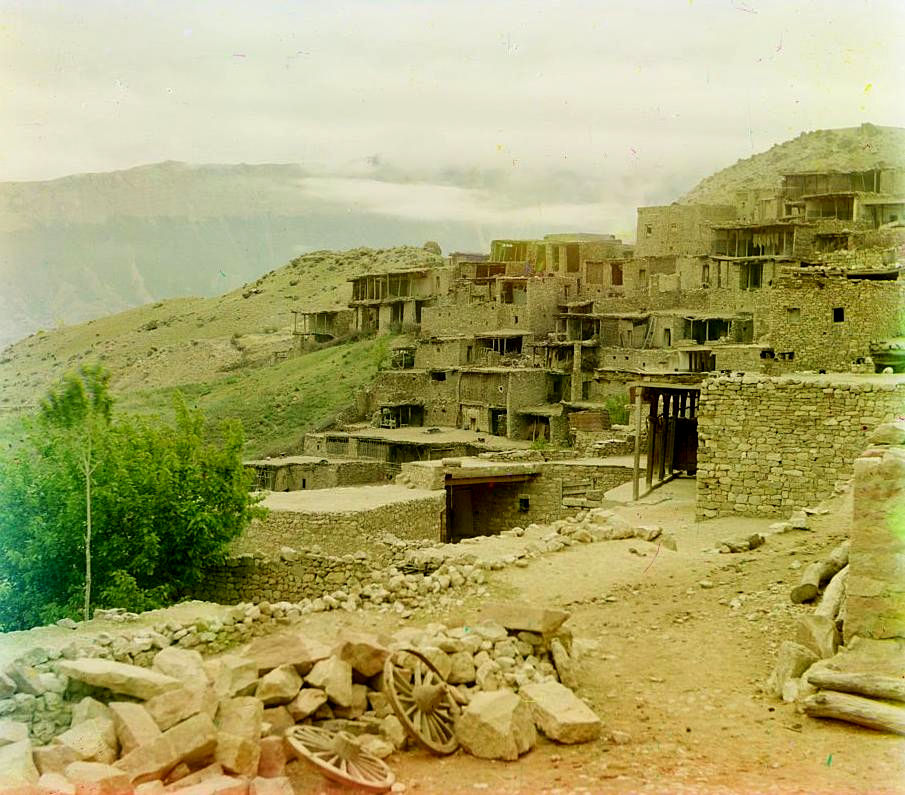
دهکده گونیب در سده بیستم میلادی

آئول (آلتایی جنوبی: аил) نوعی دهکده یا شهرک است که در سرتاسر کوه‌های قفقاز و آسیای میانه یافت می‌شود.
آئول‌ها عموماً از سنگ، بر روی پشته ها یا در برابر صخره ها ساخته میشوند تا در برابر حملات غافلگیرانه محافظت کنند. خانه‌ها معمولاً دو طبقه هستند و به‌گونه‌ای تکان‌خورده می‌شوند که عملاً امکان دسترسی دشمنان به جایی در جاده‌ها وجود ندارد. خانه ها معمولاً جهت استفاده از آفتاب در زمستان و در امان ماندن از بادهای شمالی جنبه جنوبی دارند. اغلب، آنها در نزدیکی زمین های کشاورزی خوب یا منابع آبی قرار ندارند، بنابراین لازم است آب را به درون شهرک آورده شود.
در سده نوزدهم میلادی، در حالی که امپراتوری روسیه برای فتح قفقاز می‌جنگید، آئول‌ها دفاع‌های بسیار قدرتمندی بودند و در بیشتر موارد تنها با جنگ می‌شد آن را گرفت.